# Leo Dorn

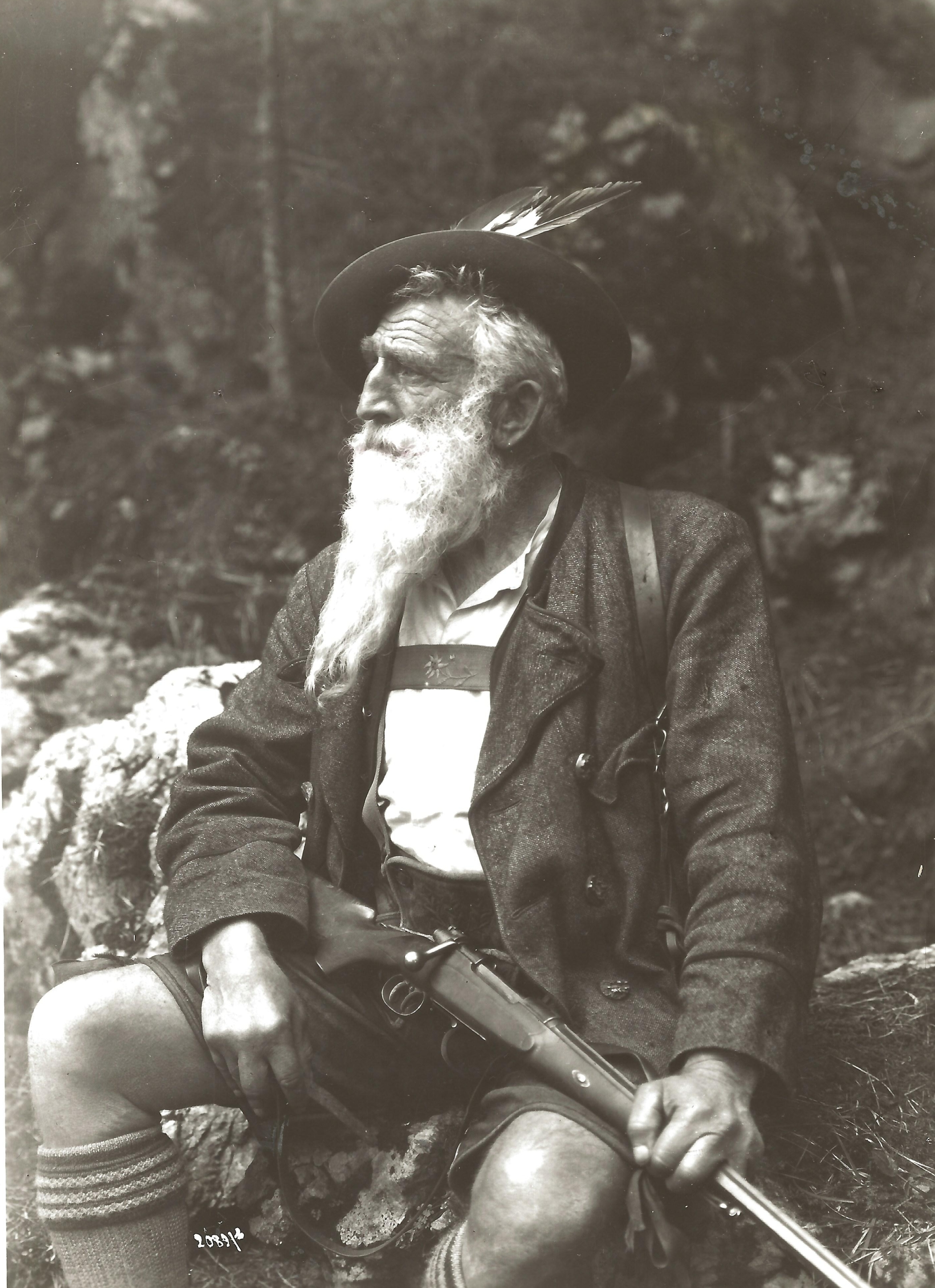
Leo Dorn mit Jagdgewehr, ca. 1901–1910

Leo Dorn (* 16. Januar 1836 in Oberstdorf; † 5. November 1915 in Hindelang) war ein bayerischer Berufsjäger und Alpinist, der als Leibjäger des Prinzregenten Luitpold von Bayern dessen Jagdrevier in den Allgäuer Alpen verwaltete und aufgrund der zahlreichen dort von ihm zur Strecke gebrachten Greifvögel unter dem Namen „Adlerkönig“ Bekanntheit erlangte.

## Leben
Leo Dorn wurde am 16. Januar 1836 in Oberstdorf als Sohn des Jägers und Bergführers Josephus Ignatius „Ignaz“ Dorn (* 3. März 1790 in Oberstdorf; † 26. November 1845 in Chur, Kanton Graubünden) und dessen Ehefrau Genofeva, geb. Schmelz (* 1804 in Rubi bei Oberstdorf), geboren. Seine Familie lebte zu dieser Zeit im Haus Nr. 97, der heutigen Oststraße 5, das den Hausnamen „b’m Doan“ trug.
Schon als 15-Jähriger soll Dorn am 4. Juli 1851 während eines Volksfestes vor einem Publikum von rund 1500 Menschen, an einem Seil hängend, die Brut aus einem bekannten Adlerhorst im Oberstdorfer Oytal geholt haben und dabei von den Altvögeln angegriffen worden sein. Dorn galt als begabter Alpinist, der gemeinsam mit seinem Freund, dem Bergführer und Jagdgehilfen Thaddäus Blattner, verschiedene schwierige Aufstiege absolvierte, so etwa den zur Höfats und zum Schneck. 1882 gelang Dorn die erste Winterbesteigung des Hochvogels.
1857 heuerte Dorn im Alter von 21 Jahren als Jagdgehilfe im Hindelanger Jagdrevier des späteren Prinzregenten Luitpold von Bayern an, wo dieser gerade weitere Rothirsche hatte ausgewildern lassen. Die Revolution von 1848/1849 hatte wenige Jahre vorher zur Aufhebung der Jagdprivilegien des Adels und Bindung des Jagdrechts an das Grundeigentum geführt (siehe Geschichte der Jagd in Deutschland), woraufhin die Bauern die zuvor durch die Obrigkeit zu ihren Lasten hochgehegten Wildbestände in kurzer Zeit dezimierten. König Maximilian II. erließ daraufhin 1850 ein neues Jagdrecht, das nur noch größere Gemeinschafts- und Eigenjagdreviere erlaubte, was Prinz Luitpold noch im selben Jahr nutzte und durch Anpachtung sowie Grundstückskäufe in der Gegend um Oberstdorf und Hindelang ein Jagdrevier aufbaute, das nach zusätzlichen Erweiterungen im Lauf der folgenden Jahre zeitweise rund 20.000 Hektar umfasste. Dieser neuerliche weitgehende Ausschluss der einfachen Bauern von der Jagd befeuerte die Wilderei, deren Bekämpfung einen wesentlichen Teil von Dorns Arbeit darstellte.
Am 23. Oktober 1862 ehelichte er Crescentia Dornacher aus Hindelang, wo sich beide zusammen niederließen.

Im Dienst des Prinzen machte Dorn in den folgenden Jahren Karriere als Berufsjäger und wurde im Jahr 1881 zum Oberjäger und Jagdverwalter der Oberstdorfer und Hindelang-Hintersteiner Jagdreviere des Prinzen ernannt. In seiner dienstlichen Tätigkeit ging Dorn nicht nur scharf gegen Wilderer vor (nach eigenen Angaben stellte er insgesamt 41 Wildschützen, die er teils bis nach Tirol verfolgte), sondern auch gegen die in den Jagdrevieren heimischen Greifvögel. Steinadler sah man zu Dorns Lebzeiten als Plage, die es zu vertilgen galt – sowohl aus Sicht der lokalen Bergbauern, die Angst um ihr Vieh hatten, insbesondere um Ziegenkitze und Lämmer, als auch aus Sicht der Jagdherren, die in den Adlern Beutekonkurrenten um das Wild in ihren Jagdrevieren sahen.

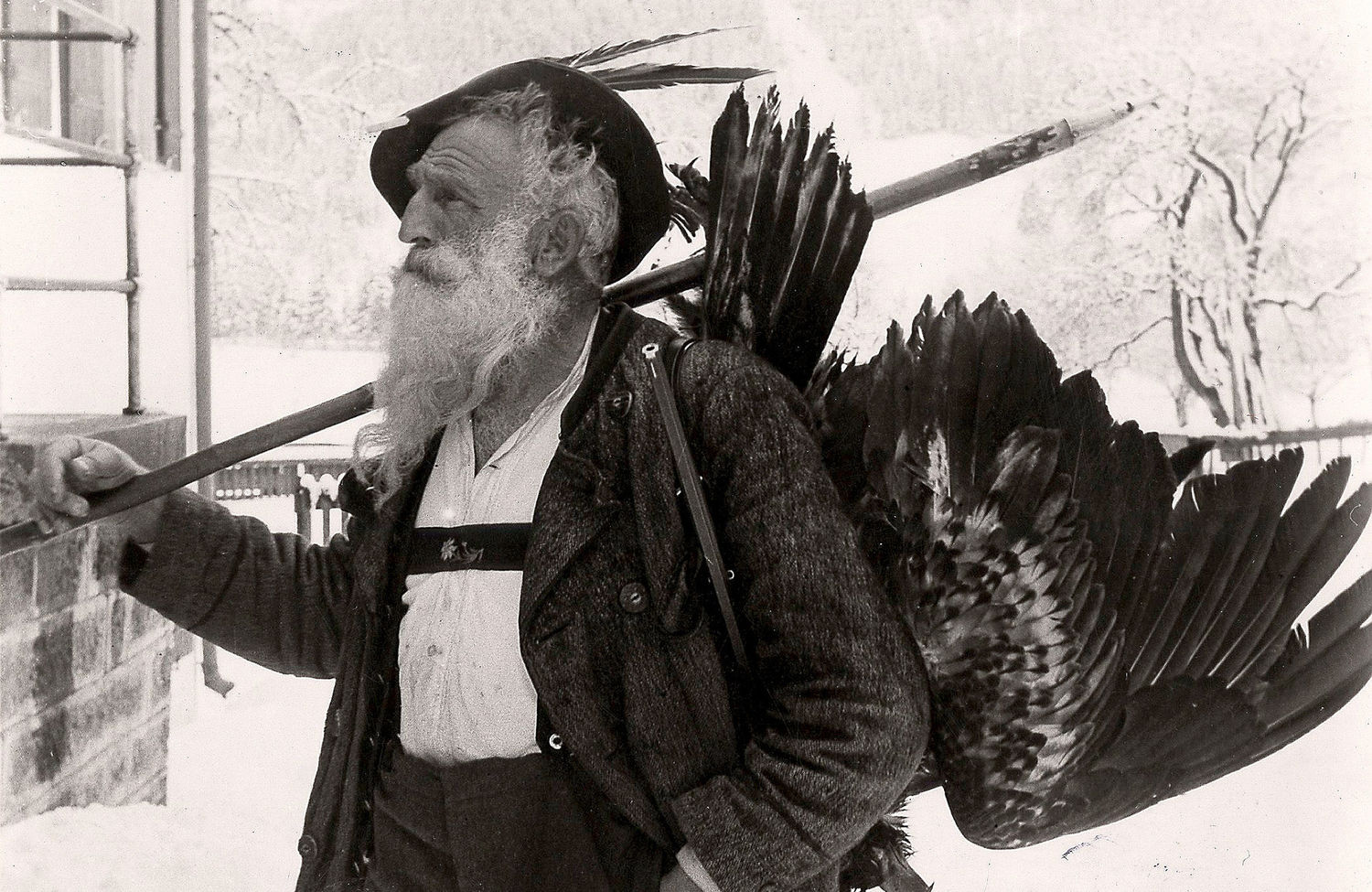
Leo Dorn mit Bergstock und erlegtem Adler
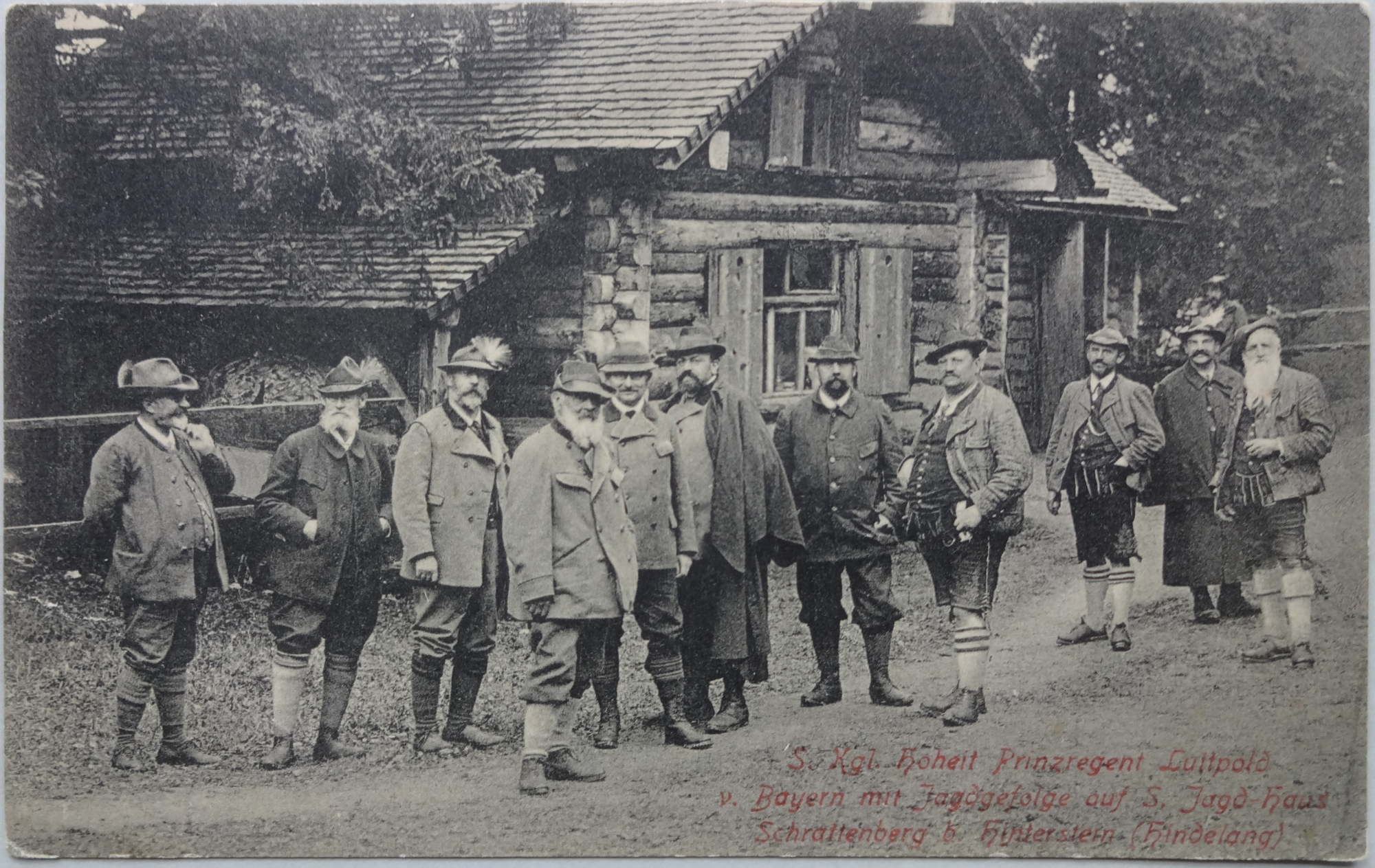
Jagdgesellschaft mit Prinzregent Luitpold (vierter von links) und Leo Dorn (rechts außen) vor dem Jagdhaus Schrattenberg bei Hinterstein, ca. 1906
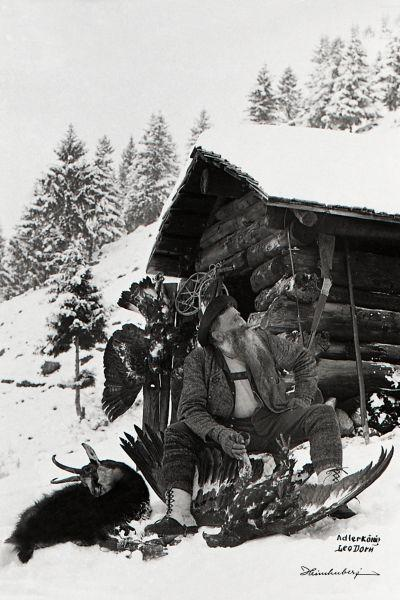
Leo Dorn mit zwei erlegten Adlern und einer Gämse, ca. 1901–1910
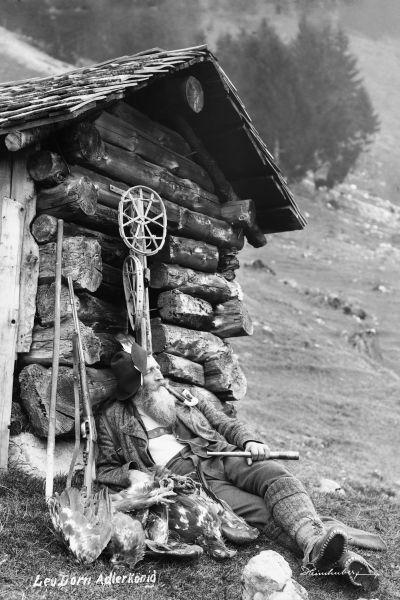
Leo Dorn Pfeife rauchend mit Fernrohr und zwei erlegten Adlern und , ca. 1901–1910
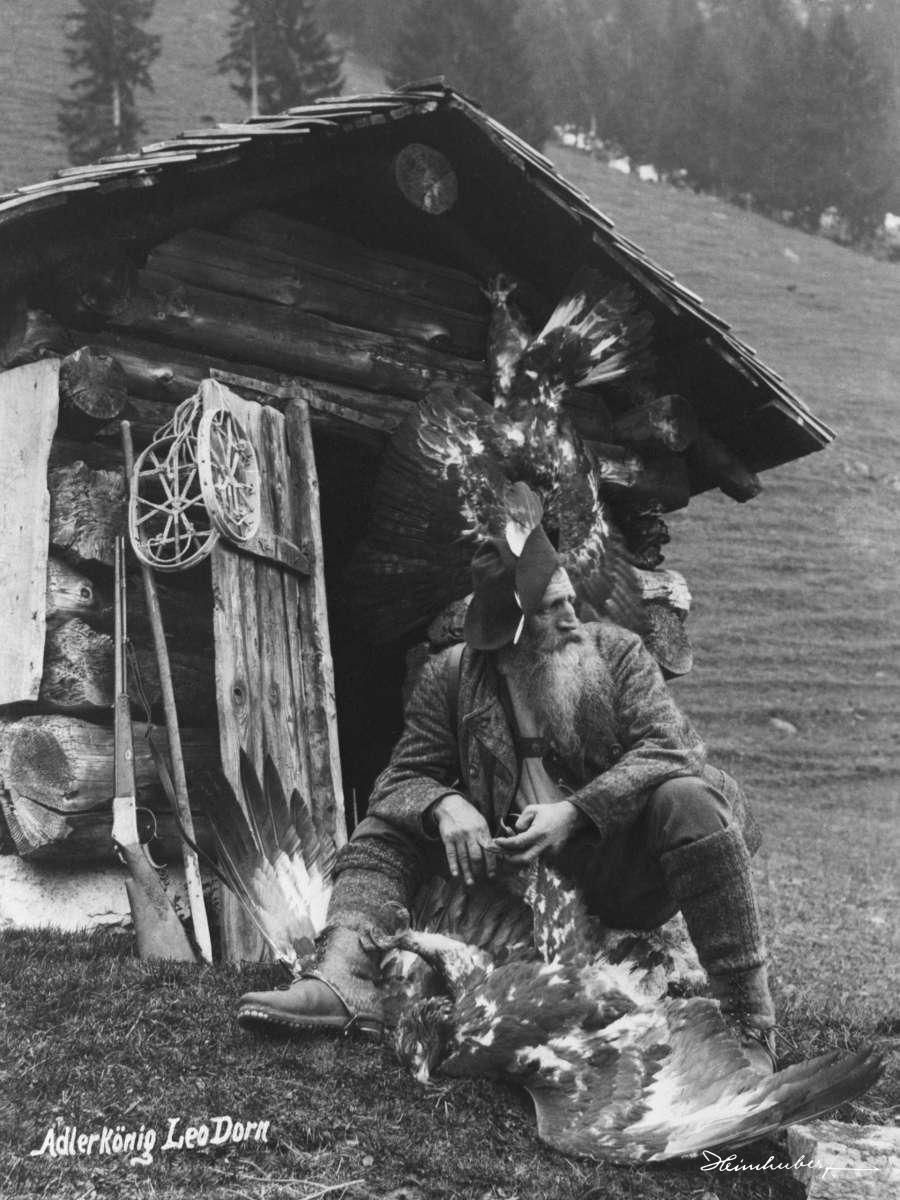
Leo Dorn vor einer Berghütte mit zwei erlegten Adlern, ca. 1901–1910
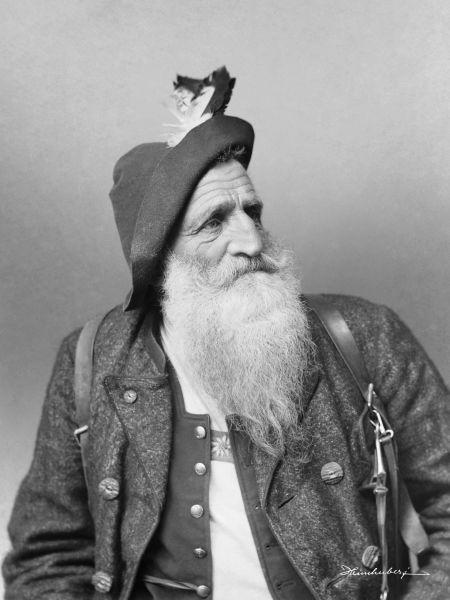
Portraitfoto von Leo Dorn, ca. 1901–1910

Am 10. November 1890 erlegte Dorn seinen 50. Adler und wurde zu diesem Anlass vom Prinzregenten per Urkunde zum „Adlerkönig“ erklärt. Als Nebenerwerb verkaufte Dorn die Federn (als Schreibfedern und Hutschmuck), den Flaum und die Fänge der Adler. Dorn soll in seinem Leben noch Dutzende Adler mehr getötet haben, wobei die Angaben zur Gesamtzahl variieren (je nach Quelle: 76, 76 bis 78, 77, 78, 79, bis hin zu 100), den letzten angeblich auf einem Misthaufen in Hindelang im Winter 1912, demselben Jahr, in dem der greise Prinzregent Luitpold die Jagd auf den Adler in seinen Jagdrevieren einstellen ließ, um die Art vor der Ausrottung zu bewahren.
Leo Dorn, der zeitlebens als „unerschrockener Draufgänger mit Bärenkräften“ galt und zuletzt zusammen mit seiner Frau Crescentia in einem Jägerhaus in Hindelang wohnte, starb am 5. November 1915 im Alter von fast 80 Jahren und wurde auf dem Hindelanger Friedhof beigesetzt, wo bis heute eine Gedenktafel an den „Adlerkönig“ erinnert.

## Rezeption
Dorn erreichte schon zu Lebzeiten den Status eines Volkshelden, der als Inbegriff eines schneidigen Allgäuer Mannsbildes galt und dessen Konterfei sich auf Tabakspäckchen, Porzellanpfeifenköpfe und Ansichtspostkarten fand.
In Oberstdorf befindet sich im Heimatmuseum eine Büste und am Haus Oststraße 5 eine Skulptur Dorns. Carl Stiegele junior brachte 1928 einen Scheibenstutzen heraus, auf dessen Systemkasten ein Bildnis Leo Dorns eingraviert war. Ernst Haeckel schickte 1902 eine Postkarte mit einem Foto Dorns an Frida von Uslar-Gleichen. Eine Fotografie von Leo Dorn, mit erlegtem Adler und Büchse, hängt in der Gaststätte der Allgäuhalle in Kempten. Otto Keck malte ihn als Adlerkönig von Hinterstein.

## Trivia
1925 wurde der Steinadler in Bayern gesetzlich unter Schutz gestellt. Mit Stand des Jahres 2020 gibt es im Allgäu wieder elf Brutplätze von Steinadler-Paaren.